# آرثر ونايت (لاعب اتحاد الرغبي)
آرثر ونايت (بالإنجليزية: Arthur Knight)‏ هو لاعب اتحاد الرغبي نيوزيلندي، ولد في 26 يناير 1906 في أوكلاند في نيوزيلندا، وتوفي في 26 أبريل 1990.